# Togaricrania paijifa
Togaricrania paijifa är en insektsart som först beskrevs av Chiang, Hsu och Knight 1990.  Togaricrania paijifa ingår i släktet Togaricrania och familjen dvärgstritar.
Artens utbredningsområde är Taiwan. Inga underarter finns listade i Catalogue of Life.